# William Durks
William "Bill" Durks (Jasper, Alabama, 13 de abril de 1913-Gibsonton, Florida, 7 de mayo de 1975) fue un estadounidense que actuó como fenómeno de feria debido a su diprosopia, exhibiéndose como "El Hombre con tres ojos".

## Vida
William Durks nació el 13 de abril de 1913 en Jasper, Alabama, en el seno de una humilde familia de granjeros, presentando una muy rara malformación craneal, diprosopia frontonasal, que le produjo paladar hendido, labio leporino, dos narices cada una con un solo agujero y los ojos sellados por lo que hubo que abrir los párpados quirúrgicamente, siendo ciego de uno de ellos. Debido a su aspecto, todos los colegios le negaron acceso y como sus padres no podían pagar una escuela especial, no recibió educación formal y permaneció analfabeto. Fue una persona tímida e introvertida, pues evitaba socializar por temor a ser rechazado y la malformación le dificultaba mucho el habla. Además de ayudar en la granja familiar, empezó a trabajar en granjas vecinas.
Un día asistió a una feria ambulante con unos amigos y al verlo el director le propuso ser su representante. Bill aceptó exhibirse a cambio de 100 dólares semanales, mucho más de lo que ganaba como jornalero. Era presentado como "El Hombre con Dos Caras" o "El Hombre con Tres Ojos" pues se pintaba sobre el puente de las narices, entre los dos ojos, otro más para mostrar un aspecto todavía más impactante. Era obvio que el central era un ojo falso pero al crédulo público de los años 40 y 50 parecía no importarle. En el circuito de feria y carnaval Bill conoció a Mildred (1901-1968) "La Mujer con piel de caimán", se enamoraron y se casaron, formando un feliz matrimonio hasta la muerte de ella en junio de 1968. Muy afectado, Bill se retiró de la exhibición y se fue a vivir a Gibsonton, Florida, donde pasaban la temporada baja. Allí murió el 7 de mayo de 1975. Antes, participó como extra en la película de Brian De Palma Sisters (1973), como uno de los pacientes de un hospital psiquiátrico.